# Морли, Роберт
Ро́берт Адо́льф Уи́лтон Мо́рли (англ. Robert Adolph Wilton Morley; 26 мая 1908, Семли — 3 июня 1992, Рединг) — английский характерный актёр театра и кино, обычно воплощавший на экране и сцене второплановые образы напыщенных британских джентльменов, драматург и писатель. Номинант на премии «Оскар» и «Золотой глобус», командор ордена Британской империи за вклад в мировое театральное и кинематографическое искусство.
Морли, чья карьера продолжалась более полувека, был не только одним из наиболее востребованных киноартистов своего поколения, но и неизменным приверженцем театральной сцены, на которой он не только играл, но и ставил спектакли. Его появление во второплановом образе порой затмевало ключевых персонажей фильма.
В кино Морли прославило многолетнее сотрудничество с режиссёром Джоном Хьюстоном, вылившееся в проекты «Африканская королева», «Посрами дьявола» и «Грешный Дэви». В 1960 году актёр перевоплотился в писателя Оскара Уайльда в одноимённом байопике, а в 1965 сыграл запоминающегося газетного магната лорда Ронслея в популярной комедии «Воздушные приключения». В актёрском арсенале Морли особенно преобладали короли и знатные особы — Людовик XVI, Георг III, Людовик XI, Лев X. Морли был также успешным драматургом — он написал семь пьес, самая известная из которых, «Эдвард, мой сын», экранизирована в 1949 году Джорджем Кьюкором.
Всего Морли исполнено более ста разнообразных ролей в кино и около тридцати в театре. 3 июня 1992 года 84-летний актёр перенёс инсульт, от которого не смог оправиться.

## Биография
… актёрство — мой путь заработка на жизнь. Существует легенда, согласно которой актёров разъедает раздражение, когда они не играют. Я никогда не встречал подобного актёра. Хорошие актёры играют, чтобы жить; они не живут, чтобы играть. …
Роберт Адольф Уилтон Морли родился 26 мая 1908 года в небольшом посёлке Семли, графство Уилтшир, в семье майора Британской армии Роберта Уилтона Морли и его супруги Гертруды Эмили (девичья фамилия Фасс). Отец в составе 4-го кавалерийского полка Королевских гвардейских драгунов участвовал во Второй англо-бурской войне. Мать была дочерью немца, эмигрировавшего в Южную Африку.
Сценой увлёкся ещё в детском саду, играя в любительской постановке. Сообщив о своих намерениях родителям, поверг их в шок, так как те хотели видеть его дипломатом. Получив среднее образование в независимой школе Elizabeth College, полгода проработал продавцом пива, после чего поступил в колледж Уэллингтон. Обучение в Уэллингтоне ненавидел, позже признавался, что посещал его только для того, чтобы в один день сжечь дотла.
Бросив Уэллингтон, перешёл в престижную лондонскую Королевскую академию драматического искусства, которую успешно окончил в конце 1920-х. Позднее Морли говорил, что в момент поступления в академию никак не думал о профессиональной актёрской карьере, «просто хотел послоняться по сцене».
Спустя два дня после 20-го дня рождения дебютировал в театре в постановке о контрабандистах «Доктор Син». В перерывах между спектаклями три месяца продавал пылесосы, ходя от двери к двери, таким образом, как позже сам говорил, «узнав всё об актёрстве». В 1929 году играл эпизодическую роль пирата в постановке «Остров сокровищ», заработную плату за которую получал в размере пяти долларов в неделю.

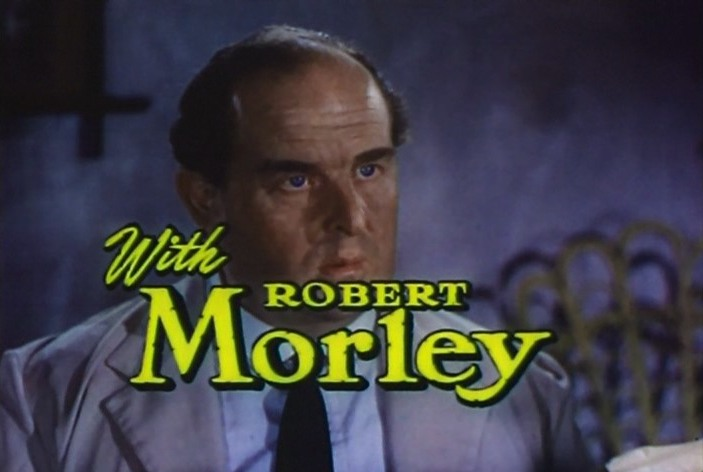
Роберт Морли в картине «Африканская королева», 1951 год

Продолжая выступать в театре в образах типичных утончённых английских дворецких, в 1935 году Морли написал первую пьесу — комедию «Короткая история», сразу же продав её актрисе Мэри Темпест. Та вместе с подругой Сибил Торндайк играла в спектакле по пьесе полгода, тем самым обеспечив Морли прочное место в лондонских театральных кругах. Позже он написал ещё шесть работ.
Успеха как театральный актёр Морли впервые добился годом позднее, сыграв писателя Оскара Уайльда в одноимённой постановке в театре Gate Theatre Studio (закрыт в 1941). В 1937 исполнена роль профессора Генри Хиггинса в спектакле «Пигмалион» в легендарном театре «Олд Вик».
1938 год стал знаковым в жизни 30-летнего Роберта Морли. Он повторил роль Уайльда уже на бродвейской сцене театра «Фултон» (закрыт в 1982; за этот образ нью-йоркскими критиками был признан лучшим актёром года) и впервые в карьере появился в кино — в роли глупого короля Людовика XVI в историческом байопике «Мария-Антуанетта». Маститый критик Брукс Аткинсон отозвался о молодом Морли, как о «экстраординарном актёре первого класса». Дебютная кинороль принесла Морли номинацию на премию «Оскар», но академики посчитали лучшим Уолтера Бреннана. Как отмечали киноведы, невзирая на то, что артист и в дальнейшем не снижал планки, установленной в «Марии-Антуанетте», ни за одну роль в 50-летней карьере больше он на «Оскар» не выдвигался. В конце десятилетия женился на дочери прославленной актрисы Глэдис Купер Джоан Бакмастер.
С тех пор Морли буквально забросали приглашениями в кино. Актёр отсеивал многие из них, посему пик его популярности пришёлся на 1950-е. В 1940-х же он продолжал играть в театре, написал свою самую популярную пьесу «Эдвард, мой сын», которую в 1949 экранизировал именитый Джордж Кьюкор. Кьюкор полностью изменил характер, национальность и род деятельности главного героя, что не сильно понравилось Морли. Невзирая на то, что автор сам хотел сыграть ключевую роль, Кьюкор отдал её Спенсеру Трейси.
В начале 1950-х годов сыграл одну из своих наиболее узнаваемых и тепло принятых критиками ролей — преподобного Сэмюэла Сэйера, брата героини Кэтрин Хепбёрн, в классической картине Джона Хьюстона «Африканская королева». В 1953 снова поработал с Хьюстоном на съёмочной площадке приключенческой комедии «Посрами дьявола», а в 1956 году сыграл губернатора банка Англии в «оскароносном» фильме «Вокруг света за 80 дней». В конце жизни Морли был задействован в ещё одной экранизации романа Жюля Верна — там, на этот раз, он исполнил роль Уэнтуорта. За вклад в мировое театральное и кинематографическое искусство в 1957 году Морли был возведён в командоры ордена Британской империи.
Так как Морли высокий и крупный, его перевоплощение пребывает во всей торжественности. Персонаж становится им: его актёрская работа, скорее всего, была бы глуповатой на любом другом уровне. Он разговаривает с подобающим авторитетом, который мог выглядеть наигранно у актёра, обладающего плоховатыми навыками.
Уайльда Морли сыграл и в третий раз — на сей раз в кино, в одноимённом байопике 1960 года. Пресса отмечала, что образ писателя снова удался ему. В 1965 перевоплотился в газетного магната лорда Ронслея в популярной (особенно в СССР) комедии «Воздушные приключения». Десятилетие спустя за всеобъемлющие достижения в театре и кино Морли было предложено стать рыцарем ордена Британской империи, но он поспешно отказался.
На протяжении 1970-х Морли был голосом и лицом авиакомпании British Airways. Его последней крупной работой на киноэкране стала роль злодейского кулинарного критика Максимилиана Вандевира в детективной комедии «Кто убивает великих европейских шефов?» (1978), за исполнение которой Морли был удостоен нескольких наград, а также представлен к «Золотому глобусу».
В заключительный раз 81-летний артист появился в практически неизвестной зрителю шведской ленте «Стамбул» в роли Аткинса. В 1990 году в печать вышла финальная книга мемуаров Морли «Вокруг света за 81 год». 3 июня 1992 года он потерял сознание в своём доме, в маленьком посёлке Уоргрейв, графство Беркшир, где он жил в последние годы. Члены семьи доставили его в госпиталь в городе Рединг, что близ Уоргрейва, где у него диагностировали инсульт. Там, на следующий день, Роберт Морли и скончался. Незадолго до кончины Морли в типичной для себя иронической манере заявил, что проведения похорон не желает, так как не сможет жить с мыслью, что на них никто не появился. Был кремирован, прах хранится в местном колумбарии Уоргрейва. В 2005 году здесь же упокоилась вдова Морли — Джоан.

### Личная жизнь
В 1939 году Морли женился на дочери прославленной актрисы Глэдис Купер Джоан Бакмастер (1910—2005). Она родила ему троих детей:
- Шеридана[англ.] (1941—2007)
  - Стал журналистом, писателем и театральным критиком, выступил автором более 20 биографических книг, в том числе и о своем отце. В возрасте 65 лет скончался во сне в своей квартире в феврале 2007 года[6].
- Аннабель (род. 1946)
  - Проживает в Австралии, в 1951 году сыграла с отцом в картине «Изгнанник с островов».
- Уилтона (род. 1951).
  - Проживает во Флориде, в 1960 году сыграл с отцом в картине «Оскар Уайльд[англ.]».

Морли многие годы увлекался скачками, был владельцем нескольких чистокровных верховых лошадей.

## Пьесы и книги
- «Короткая история» (1936; пьеса)
- «Эдвард, мой сын» (1948; пьеса)
- «Полное лечение» (1950; пьеса)
- «Штатный танец» (1956; пьеса)
- «Шесть месяцев Грейс» (1958; пьеса)
- «Господи, как грустно!» (1964; пьеса)
- «Привидение на цыпочках» (1975; пьеса)
- Robert Morley’s Book of Bricks (1978; мемуары)
- «Книга беспокойств Роберта Морли» (1979; мемуары)
- «Удовольствия возраста» (1988; мемуары)
- «Вокруг мира за 81 год» (1990; мемуары)

## Фильмография
- «Мария-Антуанетта» (1938) — король Людовик XVI
- «Майор Барбара» (1941) — Эндрю Андершафт
- «Большая блокада» (1942) — фон Гейсельбрехт
- «Это был Париж» (1942) — Ван Дер Стайл
- «Прораб отправился во Францию» (1942) — мэр Бивари
- «Молодой мистер Питт» (1942) — Чарльз Джеймс Фокс
- «Живу на Гросвенор-сквер» (1945) — герцог Эксмура
- «Призраки Бэркли-сквер» (1947) — генерал Бёрлап
- «Изгнанник с островов» (1951) — Элмер Олмейер
- «Африканская королева» (1951) — преподобный Сэмюэл Сэйер
- «Поднять занавес» (1952) — Гарри Дервент Блэкер
- «История Гилберта и Салливана» (1953) — Уильям Швенк Гилберт
- «Мельба» (1953) — Оскар Хаммерштайн I
- «Посрами дьявола» (1953) — Петерсон
- «Последний тест» (1954) — Александр Уайтхэд
- «Добро умирает в зародыше» (1954) — сэр Фрэнсис Рэйвенскурт
- «Пиджак-радуга» (1954) — лорд Логан
- «Бо Браммел» (1954) — король Георг III
- «Квентин Дорвард» (1955) — король Людовик XI
- «Стальной час Соединённых Штатов» (1955; телесериал) — Арнольд Холт
- «Проигравший получает всё» (1956) — Дрюзер
- «Вокруг мира за 80 дней» (1956) — Ральф, губернатор банка Англии
- «Закон и непорядок» (1958) — судья сэр Эдвард Крайтон
- «Шериф со сломанной челюстью» (1958) — дядя Люциус
- «Дилемма доктора» (1958) — сэр Ральф Блумфилд-Бонингтон
- «Путешествие» (1959) — Хью Деверилл
- «Театр в кресле» (1959; телесериал) — мистер Микаубер
- «Пасквиль» (1959) — сэр Уилфред
- «Театр 90» (1959; телесериал) — Джон Тарлтон
- «Альфред Хичкок представляет» (1959; телесериал) — мистер Лаффлер
- «Битва полов» (1959) — Роберт Макферсон
- «Шоу месяца Дюпона» (1959—1960; телесериал) — мистер Бамбл
- «Оскар Уайльд» (1960) — Оскар Уайльд
- «Подрастающее поколение» (1961) — Гамильтон Блэк
- «Дорога в Гонконг» (1962) — лидер 3-го Эшелона
- «Иди всё к чёрту» (1962) — Арсон Эдди
- «Бои» (1962) — Монтгомери
- «Проданный своими братьями» (1962) — Потифар
- «Шоу Дика Пауэлла» (1962; телесериал) — Фред Комак
- «Девять часов до Рамы» (1963) — П. К. Муссади
- «После похорон» (1963) — Гектор Эндерби
- «Старый тёмный дом» (1963) — Родерик Фемм
- «Возьми её, она моя» (1963) — мистер Поуп-Джонс
- «Жарковато для июня» (1964) — полковник Канлифф
- «Бремя страстей человеческих» (1964) — доктор Джейкобс
- «Топкапи» (1964) — Седрик Пейдж
- «Чингисхан» (1965) — император Китая
- «Воздушные приключения» (1965) — лорд Ронслей
- «Убийства по алфавиту» (1965) — капитан Артур Гастингс
- «Незабвенная» (1965) — сэр Амброуз Эмберкромби
- «Изучение террора» (1965) — Майкрофт Холмс
- «10 отдел скорой помощи» (1966; телесериал) — Джеймс Тёрбёлл / Джеймс Тёрнбёлл
- «Отель „Парадизо“» (1966) — Генри Котте
- «Выход из положения» (1966) — Гарольд Куонсет
- «Кто-то теряет, кто-то находит» (1966) — полковник Робертс
- «Тайна белой монахини» (1966) — Хьюберт Хэмлин
- «Семь раз женщина» (1967; новелла «Супер-Симона») — доктор Ксавье
- «Лютер» (1968; телефильм) — папа Римский Лев X
- «Горячие миллионы» (1968) — Цезарь Смит
- «Некоторые девушки могут» (1969) — мисс Мэри
- «Грешный Дэви» (1969) — герцог Аргайлский
- «Лола» (1970) — судья Роксборо
- «Доктор в ловушке» (1970) — капитан Джордж Спрэтт
- «Кромвель» (1970) — Монтегю, Эдвард, 2-й граф Манчестер
- «Песнь Норвегии» (1970) — Берг
- «Когда пробьёт восемь склянок» (1971) — дядя Артур
- «Театр крови» (1973) — Мередит Мерридью
- «Большие надежды» (1974; телефильм) — дядя Памблчук
- «Синяя птица» (1976) — Время
- «Кто убивает великих европейских шефов?» (1978) — Максимилиан Вандевир
- «Человеческий фактор» (1979) — доктор Персиваль
- «Мусорная охота» (1979) — Бернштейн
- «Непридуманные истории» (1980; телесериал) — Генри Нокс
- «Божественный пёс» (1980) — Берни
- «Лазейка» (1981) — Годфри
- «Большое кукольное путешествие» (1981) — британский джентльмен
- «Смертельная игра» (1982) — Эмиль Карпо
- «Воздушная дорога в Китай» (1983) — Бентик
- «Алиса в Стране чудес» (1985; телефильм) — Червонный Король
- «Арбалет» (1987; телесериал) — Клод
- «Проблема со шпионами» (1987) — Ангус
- «Крошка Доррит» (1988) — лорд Декимус Барнакл
- «Война и воспоминание» (1988; мини-сериал) — Алистер Тадсбёри
- «Леди и разбойник» (1989) — лорд Чанселлор
- «Вокруг света за 80 дней» (1989; мини-сериал) — Уэнтуорт
- «Стамбул» (1989) — Аткинс

## Награды и номинации
- 1938 — номинация на премию «Оскар» за лучшую мужскую роль второго плана («Мария-Антуанетта»)[7]
- 1975 — Орден Британской империи в степени «Командор»[8]
- 1978 — премия ассоциации кинокритиков Лос-Анджелеса за лучшую мужскую роль второго плана («Кто убивает великих европейских поваров?»)[9]
- 1978 — премия Национального общества кинокритиков США за лучшую мужскую роль второго плана («Кто убивает великих европейских поваров?»)[10]
- 1979 — номинация на премию «Золотой глобус» за лучшую мужскую роль второго плана («Кто убивает великих европейских поваров?»)[11]